# Ptolémée Eupator
Sauf précision contraire, les dates de cet article sont sous-entendues « avant l'ère commune » (AEC), c'est-à-dire « avant Jésus-Christ ».
Pour les articles homonymes, voir Ptolémée (homonymie).
Ptolémée Eupator (né d'un père illustre)  est un pharaon de la dynastie des Lagides. Il naquit le 15 octobre 166 (on trouve aussi 165) et fut le premier fils de Ptolémée VI Philométor et de la reine Cléopâtre II Philométor Soteira. Entre le 3 février 152 et le 5 avril 152, alors qu’il n’a que quatorze ans, son père le nomma corégent, ainsi il devint officiellement roi de Chypre. Il mourut la même année le 31 août de la peste qui frappait à ce moment-là toute l’Égypte. 
L'existence de Ptolémée Eupator est attestée sur un petit nombre de documents et inscriptions. Lorsque son existence fut découverte, il y eut une théorie selon laquelle il était un frère aîné de son père et qu'il régna avant lui. De ce fait, certains textes du XIXe siècle comptent Ptolémée Philométor comme « Ptolémée VII » (au lieu de Ptolémée VI) et changent tous les numéros de tous les Ptolémée postérieurs jusqu'à un « Ptolémée XVI Césarion », au lieu de Ptolémée XV. Les épithètes qui sont venus depuis l'Antiquité, sont inchangés. 
Aucune titulature n'est connue pour ce roi. Il ne faut donc pas le confondre avec son frère Ptolémée VII Eupator.